# Љиљана Мугоша
Љиљана Мугоша (рођена 10. априла, 1962. у Подгорици, ФНР Југославија) је бивша црногорска рукометашица која је играла за репрезентације Југославије. На Олимпијским играма у Лос Анђелесу 1984. освојила је златну медаљу, а у Сеулу 1988. била је четврта. На Светском првенству је играла 1982. када је Југославија освојила бронзану медаљу и 1986. када је заузела шесто место. У клупској каријери играла је за подгоричку Будућност.
Сестра је рукометашице Светлане Мугоше.